# Escola Torii
L'escola Torii (鳥居派, -ha) va ser una escola de gravat i pintura ukiyo-e fundada a Edo. Els principals productors de cartells i altre material de promoció del teatre kabuki, els Torii estaven entre aquells el treball dels quals va dur al desenvolupament de l'ukiyo-e. El seu estil era una de les influències principals en la representació ukiyo-e dels actors i escenes kabuki durant gran part del segle xviii. Encara ara, els cartells de kabuki de vegades estan pintats per membres de la família Torii.

## Història

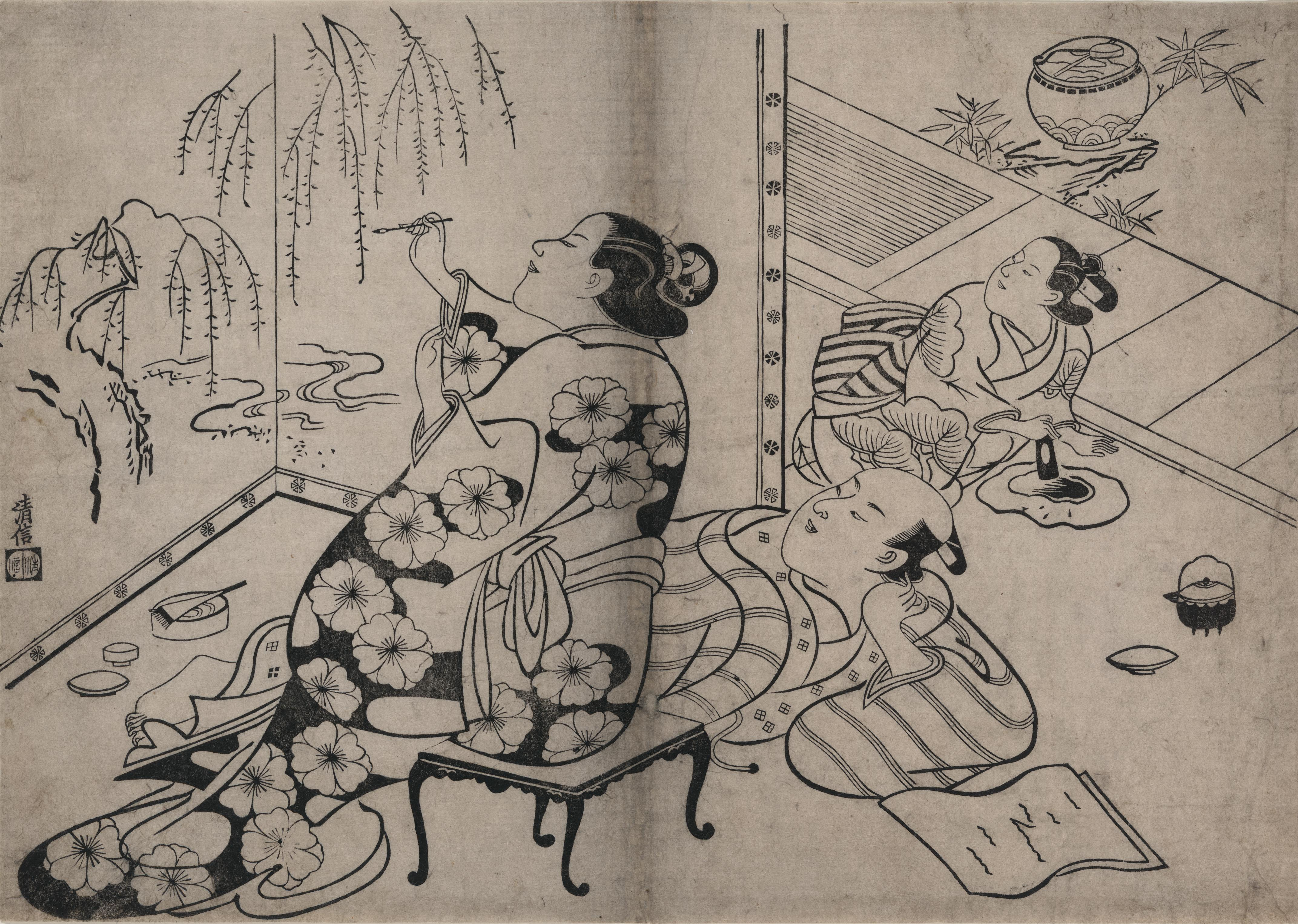
Torii Kiyonobu - Cortesana pintant un paravent

L'estil Torii va sorgir realment amb Torii Kiyonobu, que va arribar a Edo el 1687. En aquell moment la família Torii ja havia estat activa en el món kabuki, a Osaka, durant diverses generacions. Kiyonobu va ser alumne de Yoshida Hanbei i d'Hishikawa Moronobu, i va aportar una sensibilitat kabuki als seus estils artístics. L'obra de Moronobu ja era espectacular i enèrgica, però Kiyonobu hi va afegir un major èmfasi en l'acció, i en les menes de poses (vegeu mie) i estètica que es veien a l'escenari kabuki. Durant molts anys, Kiyonobu i el seu pare actor Torii Kiyomoto van produir principalment cartells de teatre, il·lustracions per a llibres i material de promoció per als teatres.
No va ser fins al 1700 que els Torii no van començar a crear pintures i gravats de cos sencer que es podrien interpretar com a obres d'art independents. Naturalment, molts d'aquests treballs encara representaven a actors i el món del kabuki i, per tant, es pot interpretar que servien com a material publicitari. Però en aquell moment, Kiyonobu i el seu successor Torii Kiyonobu II també estaven produint pintures i gravats de cortesanes, escenes eròtiques i sumo.
Fins i tot mentre l'escola Torii creixia, i començava a produir obres en la forma de pintures i gravats cada cop més populars, l'objectiu central del clan seguia essent la producció de cartells, pòsters i altres treballs teatrals. Així, Kiyonobu, i els caps del clan que van venir després d'ell, treballava principalment en aquesta mena d'obres, deixant relativament poques pintures i gravats.

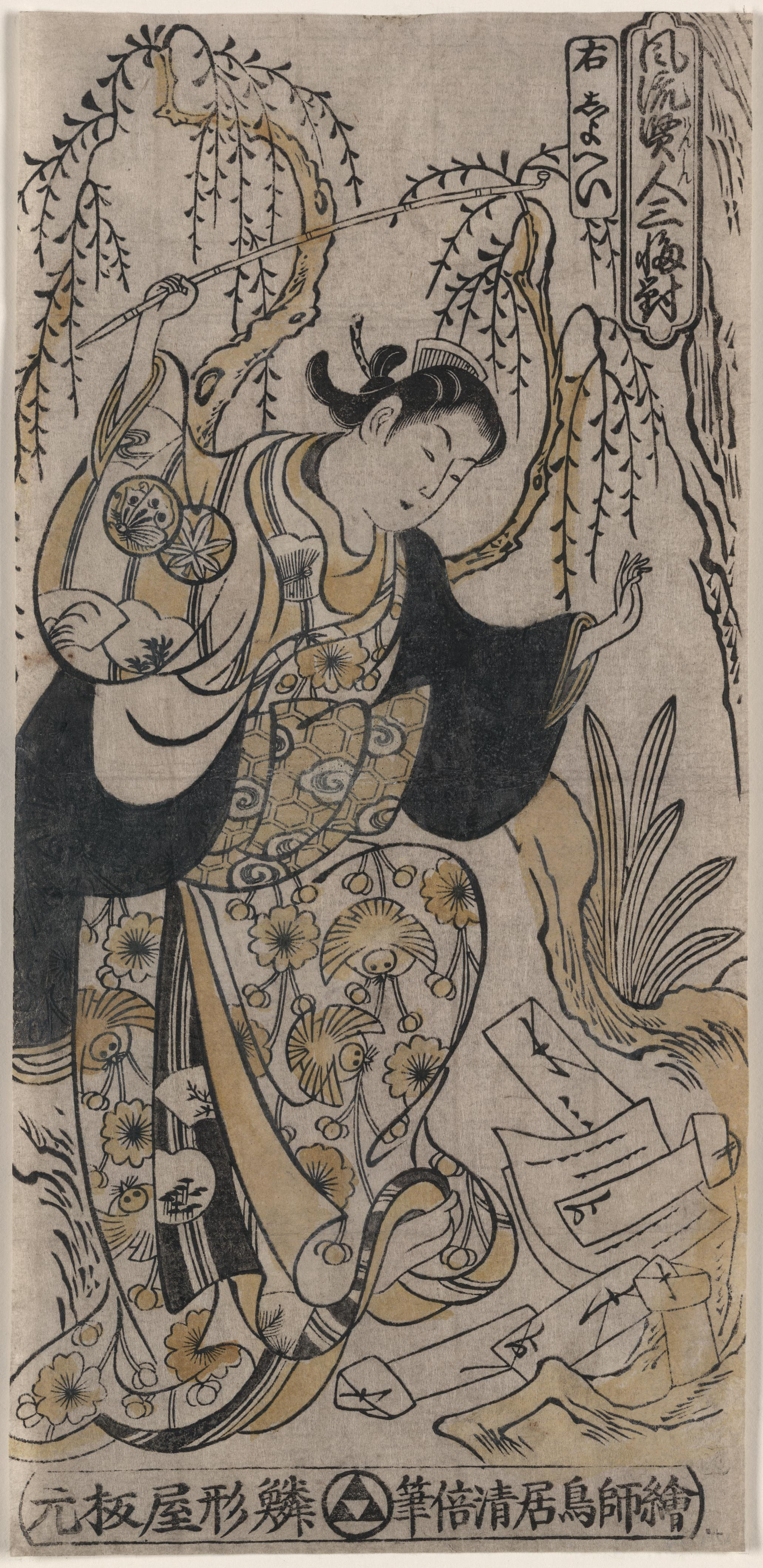
Torii Kiyomasu - L'actor Sanjo Kantaro

Torii Kiyomasu, i els seus successors, representaria una mena de desviació de l'estil central teatral i enèrgic de l'escola Torii. Prenent a Sugimura Jihei com a model, més que no pas a Moronobu, Kiyomasu va produir obres molt més suaus, delicades i elegants que les de molts altres artistes Torii. Tanmateix, és interessant que moltes obres d'aquests altres artistes, més espectaculars en l'estil de Kiyonobu, estan signades "Kiyomasu."
Fins i tot quan altres escoles i estils van sorgir durant el segle xviii, l'estil Torii es va mantenir en el nucli de l'ukiyo-e. Era una cosa amb la qual tot artista s'havia de definir: o l'abraçava i l'elaborava, o bé la rebutjava completament. L'estil Torii, fins i tot en les pintures i gravats, seguia estant derivat directament del treball del clan per als teatres kabuki. El seu estil era rimbombant, espectacular i una mica idealitzat. Un dels elements principals del seu estil particular era l'ús de línies fortes i gruixudes, que atreien la vista de l'observador i li donaven a la composició una audàcia general. Una certa quantitat d'artistes van abraçar aquest element, especialment els de l'escola Kaigetsudo.

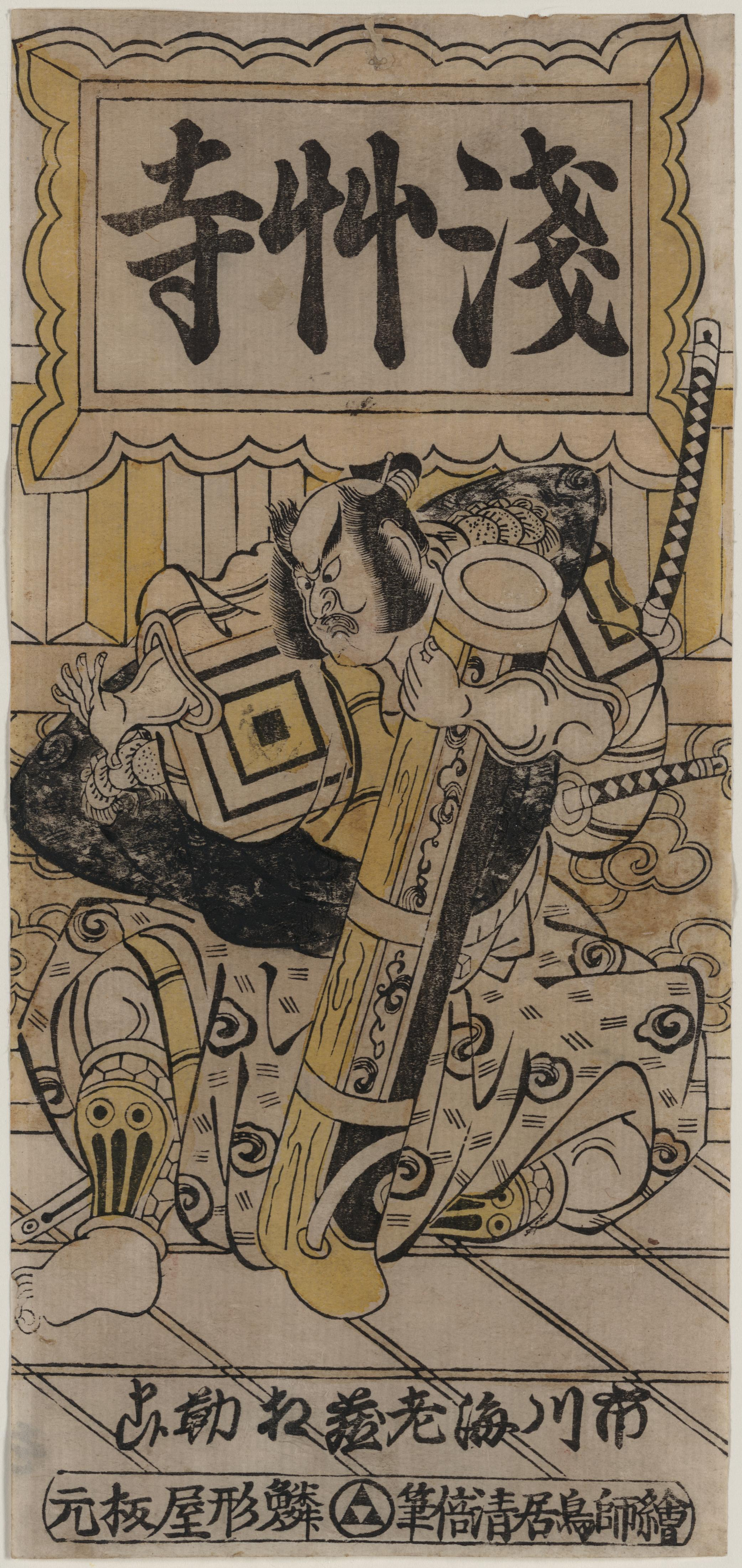
Torii Kiyomasu II - Ichikawa Ebizō aitsutome moshi soro

Torii Kiyonobu II i Kiyomasu II, la segona generació de l'escola, la van dur al seu punt culminant. Tots dos artistes van estar en actiu des dels anys 1720 fins als 1760, i van consolidar l'audaç estil de Kiyonobu amb el de Kiyomasu, elegant i delicat. Van ajudar a desenvolupar l'estil Torii des de les primeres formes primitives de Moronobu fins a una cosa que va esdevenir una part fonamental del corrent principal de l'estil ukiyo-e. Tanmateix, també van experimentar amb l'ús de l'urushi-e, fent servir laca per a les línies profundes i marcades, i pols de bronze o d'un altre metall per afegir llampades als seus treballs.
Les obres de Torii Kiyohiro, Kiyomitsu i Kiyotsune, tots en actiu en els 1750 fins als 1770, van seguir la tradició dels seus ascendents. En aquest moment, l'escola més o menys definia el nucli del corrent principal de l'estil ukiyo-e. Les figures d'aquests artistes són més elegants i delicades que les dels seus predecessors, però també van ser dels primers a experimentar amb els benizuri-e, o "estampes carmesí"; llavors els gravadors començaven a emprar el color en les xilografies, acolorint els gravats directament durant la producció, en lloc de fer-ho després a mà. Fins a cinc colors diferents es podien fer servir en un gravat, però l'efecte general era encara bastant més senzill que el dels nishiki-e (estampes "brocades" multicolor) que apareixerien més endavant.
Katsukawa Shunsho i Sharaku, dos dels més grans artistes que van rebutjar l'estil Torii, van ser pioners en representar el teatre, i els actors, d'una forma realista. Van seguir imbuint un bon grau d'espectacularitat i ampul·lositat en les seves obres, però mostraven als actors com a actors, i no com els personatges que interpretaven. I el més decisiu, representaven als artistes com a individus, representant les característiques facials i les personalitats dels actors de manera que es podia identificar cadascun d'ells, independentment del personatge que interpretaven i del maquillatge o vestuari que duien. Tot i que aquests artistes van tenir moltíssim èxit, i van eclipsar als artistes Torii fins a cert punt, els Torii també van seguir essent influents i van gaudir d'èxit.
Als anys 1770, Torii Kiyonaga va sorgir com el nou gran artista del seu moment, tornant a dur a l'escola Torii a primera línia, però presentant les seves pròpies adaptacions estilístiques especials. Kiyonaga arribaria a ser considerat com un dels més grans de tots els artistes ukiyo-e, però també l'últim dels grans artistes Torii. Va mantenir gran part del nucli de l'estil Torii, l'espectacularitat, l'energia i la sensibilitat teatral, però va buscar un grau de realisme i d'individualitat en les seves representacions d'actors que anava fins i tot més enllà del que van aconseguir Sharaku i Shunsho. Va retratar la cultura urbana d'Edo amb un realisme mai vist fins llavors, i es considera de forma generalitzada que va perfeccionar o dominar molts altres elements del gènere ukiyo-e. Tanmateix, també es va retirar del món dels gravats per centrar-se en els cartells de teatre, que eren l'autèntica feina de l'escola Torii.
Tot i que a Kiyonaga se'l considera en general l'últim gran mestre de l'escola Torii, l'escola va seguir produint material publicitari, pintures i gravats per al teatre; i el que és més important, l'estil de Kiyonaga, i el dels seus predecessors, va seguir influenciant a la següent onada d'artistes ukiyo-e.

## Artistes importants de l'escola
- Torii Kiyomoto
- Torii Kiyonobu
- Torii Kiyomasu
- Torii Kiyonobu II
- Torii Kiyomasu II
- Torii Kiyotada
- Torii Kiyoshige
- Torii Kiyohiro
- Torii Kiyomitsu
- Torii Kiyotsune
- Torii Kiyonaga